# Jogos Olímpicos de Inverno de 1936
Os Jogos Olímpicos de Inverno de 1936, conhecidos oficialmente por IV Jogos Olímpicos de Inverno, foram um evento multiesportivo de inverno celebrado no ano de 1936 em Garmisch-Partenkirchen na Baviera, Alemanha. O país sediou no mesmo ano os Jogos Olímpicos de Verão em Berlim. Contou com a participação de 646 atletas, sendo 566 homens e 80 mulheres de 28 países diferentes. Os jogos se realizaram de 6 de fevereiro a 16 de fevereiro.

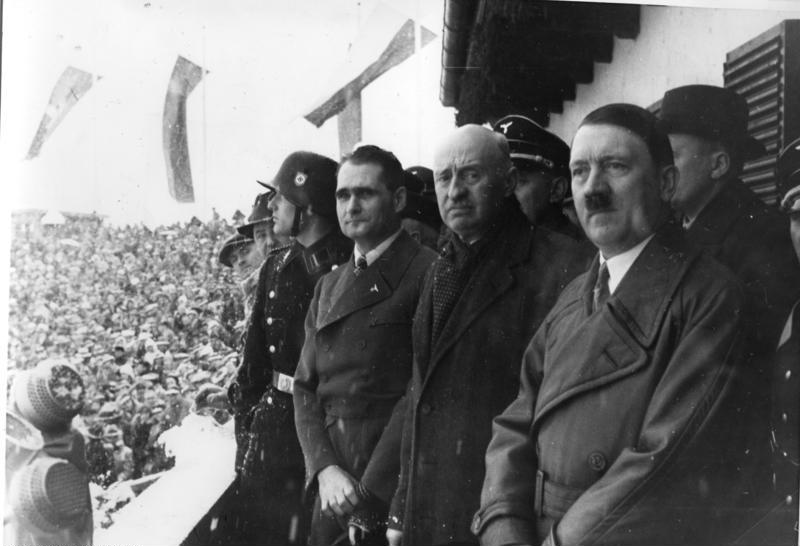
Cerimônia de abertura dos Jogos Olímpicos de Inverno de 1936 com Rudolf Hess, o presidente do COI Henri de Baillet-Latour, e Adolf Hitler.

## Modalidades disputadas
- Bobsleigh
- Combinado nórdico
- Esqui alpino
- Esqui cross-country
- Salto de esqui
- Hóquei no gelo
- Patinação artística
- Patinação de velocidade

Esportes de demonstração
- Patrulha militar
- Icestock

## Locais de competição
- Große Olympiaschanze - esqui cross-country, saltos de esqui e combinado nórdico
- Riessersee e grande área - bobsleigh, hóquei no gelo e patinação de velocidade

## Países participantes

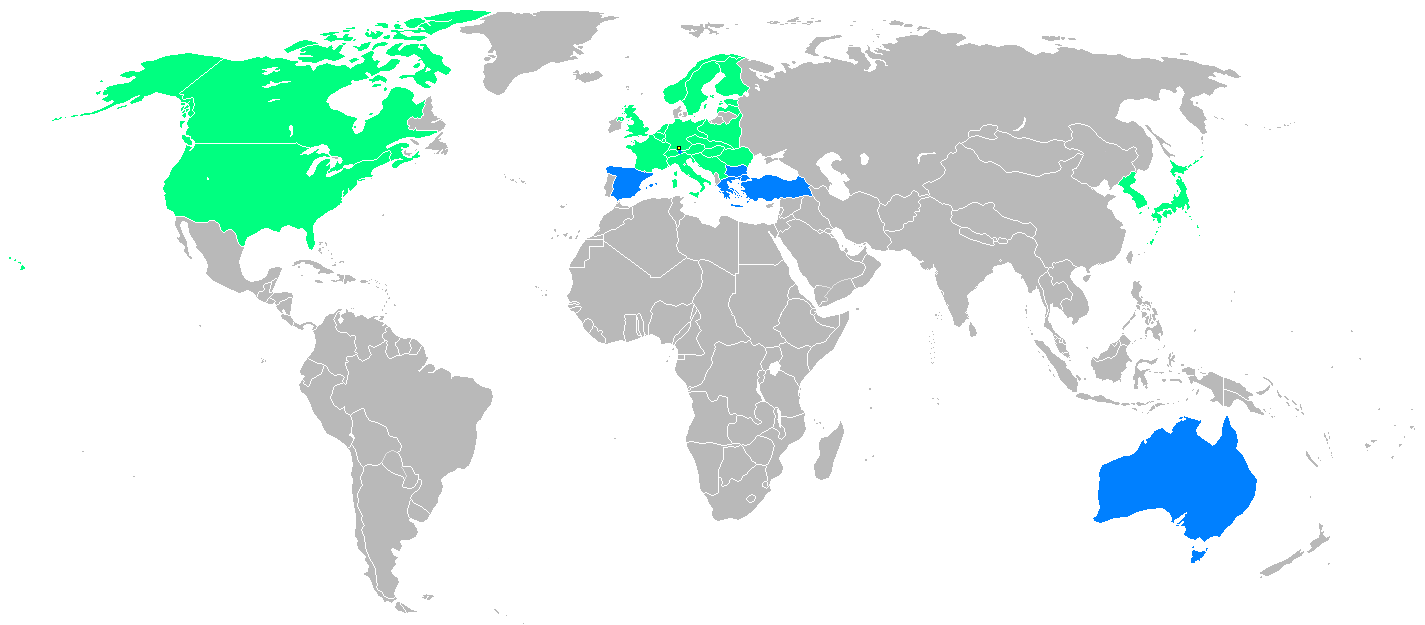
Mapa com os países participantes. Em azul os países estreantes e em verde os que estiveram na edição anterior.

Um total de 28 nações enviaram atletas para competir nos Jogos. Austrália, Bulgária, Espanha, Grécia, Liechtenstein e Turquia enviaram representantes aos Jogos Olímpicos de Inverno pela primeira vez. Estônia, Iugoslávia, Letônia e Países Baixos retornaram aos Jogos após a ausência nos Jogos Olímpicos de Inverno de 1932.
Na lista abaixo, o número entre parênteses indica o número de atletas por cada nação nos Jogos:
- GER Alemanha (55)
- AUS Austrália (1)
- AUT Áustria (60)
- BEL Bélgica (27)
- BUL Bulgária (7)
- CAN Canadá (29)
- TCH Checoslováquia (48)
- ESP Espanha (6)
- USA Estados Unidos (55)
- EST Estônia (5)
- FIN Finlândia (19)
- FRA França (28)
- GBR Grã-Bretanha (38)
- GRE Grécia (1)
- HUN Hungria (25)
- ITA Itália (40)
- YUG Iugoslávia (17)
- JPN Japão (31)
- LAT Letônia (26)
- LIE Liechtenstein (4)
- LUX Luxemburgo (4)
- NOR Noruega (31)
- NED Países Baixos (8)
- POL Polônia (20)
- ROU Romênia (15)
- SWE Suécia (32)
- SUI Suíça (34)
- TUR Turquia (6)

## Quadro de medalhas
| Ordem | País          | Medalha de ouro | Medalha de prata | Medalha de bronze |    |
| ----- | ------------- | --------------- | ---------------- | ----------------- | -- |
| 1     | NOR Noruega   | 7               | 5                | 3                 | 15 |
| 2     | GER Alemanha  | 3               | 3                |                   | 6  |
| 3     | SWE Suécia    | 2               | 2                | 3                 | 7  |
| 4     | FIN Finlândia | 1               | 2                | 3                 | 6  |
| 5     | SUI Suíça     | 1               | 2                |                   | 3  |

Fonte: Comitê Olímpico Internacional (Quadro de medalhas - Garmisch-Partenkirchen 1936)